# Copehan
Copehan (wintuan) je porodica indijanskih jezika iz sjeverne Kalifornije koja se drži dijelom Velike porodice Penutian. Jezici koji joj pripadaju gotovo su nestali a njima su se služila plemena Indijanaca Wintu, Nomlaki i Patwin, koji se dalje dijele na manja plemena i bande s vlastitim dijalektima. Kolektivno su sva ova plemena nazivana Wintun. 

## Jezik
- Wintu [wit].[1]

## Vanjske poveznice
- Ethnologue (14th)
- Ethnologue (15th)
- Copehan Family